# 巴爾博沃
48°20′25″N 22°46′9″E / 48.34028°N 22.76917°E
巴爾博沃（烏克蘭語：Барбово），是烏克蘭的村落，位於該國西部外喀爾巴阡州，由穆卡切沃區負責管轄，面積2.09平方公里，海拔高度127米，人口948，人口密度每平方公里453.15人。